# Иртышатские Юрты
Иртышатские Юрты (тат. Юршак) — деревня в Тюменской области Тобольского района, входит в состав Ворогушинского сельского поселения.

## История
- в 1931 году был организован колхоз «им. Сталина».

В 2000 г. постановлением правительства РФ деревня Иртышак переименована в Иртышатские Юрты.

## Улицы
- Береговая улица
- Заречная улица
- Зелёная улица
- Зелёный переулок
- Молодёжный переулок
- Новая улица
- Трактовая улица
- Центральная улица
- Молодёжная улица

## Достопримечательности
- В деревне находится старая мечеть. Первые записи о ней были в 1844 году.[3]

## Население
| 2010 |
| ---- |
| 94   |